# 대한바둑협회
대한바둑협회는 바둑을 스포츠종목으로 발전시키고 널리 보급하여 국민의 여가선용과 두뇌훈련에 기여하고 우수한 바둑인을 양성하여 국위선양 도모 및 국민체육 발전에 이바지하기 위하여 2005년 11월 24일 '한국아마바둑협회'를 통합하는 형식으로 설립되었으며 한국기원과 함께 대한민국을 대표하는 바둑 단체이다. 2009년 2월 19일 대한체육회 정회원단체에 가입되었고 2015년 소년체전, 2016년 전국체전, 2010 광저우 아시안게임, 2022 항저우 아시안게임의 정식종목에 진입하며 바둑의 스포츠화를 이끌고 있다. 사무실은 서울특별시 송파구 올림픽로 424 올림픽회관 본관 302호이며 대한바둑협회는 17개 시도바둑협회와 4개 전국바둑연맹으로 구성되어 있다.

## 하는 일
- 국내외 바둑 보급사업
- 바둑경기에 관한 자문 및 건의
- 바둑국제경기대회 개최 및 참가
- 바둑경기대회 개최 및 주관

## 주요 활동
2009년 2월 19일 대한체육회 정회원단체가 되었으며, 소년체육대회, 전국체육대회, 아시안게임, 대통령배, 국무총리배, 문체부장관배, 대한체육회장배 등 각종 바둑대회를 개최하고 있다. 선수,지도자,심판 등 경기인의 관리와 단급증, 바둑지도사,바둑심판,바둑코치 자격증을 발행하고 있다. 문화체육관광부로부터 체육기금을 지원받아 매년 KBF바둑리그(구 내셔널리그), 각종 동호인대회를 지원하고 취약계층 어린이와 노인을 대상으로 희망드림바둑교실 등 보급사업을 진행하고 있다.  
1~2대 회장은 재무부 출신으로 과기부 차관과 전경련 상근부회장을 역임한 조건호 회장이 8년간 재임하였고, 한국기원과 통합하며 2013년 1월 GS칼텍스 허동수 회장이 3대 회장 , 2014년 2월 중앙일보 홍석현 4대 회장이 취임하였다. 이후 한국기원 집행부와 마찰이 생기며 2016년 제5대 회장선거에서 대한바둑협회의 분리운영을 공약으로 내건 일요신문사 신상철 후보가 홍석현 후보를 꺾고 당선되었다.  신상철 회장이 중도사임하며 보궐선거를 통해 2019년 윤수로 6대 회장이 취임했으나 재정문제가 생기며 상금미지급, 기탁금횡령 등 논란 속에 2021년 1월 이재윤 7대 회장이 취임했다. 안정을 찾던 대한바둑협회는 2022년 1월 이재윤 회장이 지병으로 사망하며 다시 보궐선거를 통해 2022년 3월 편강한의원 서효석 원장이 8대 회장으로 취임했지만 특정 직원의 채용을 강요하고 인사위원을 해촉한 혐의로 2023년 7월 대의원총회에서 서효석 회장의 불신임 해임이 결정되었다. 제9대 회장선거에서는 경기도바둑협회 정봉수 회장이 단독후보로 출마하며 2023년 10월 14일 취임했다

## 관련 단체
산하에 17개 지역 시도의 바둑협회와 4개 연맹 한국유소년바둑연맹, 한국중고바둑연맹, 한국여성바둑연맹, 한국대학바둑연맹이 있다.